# ラーフェンスブリュック強制収容所

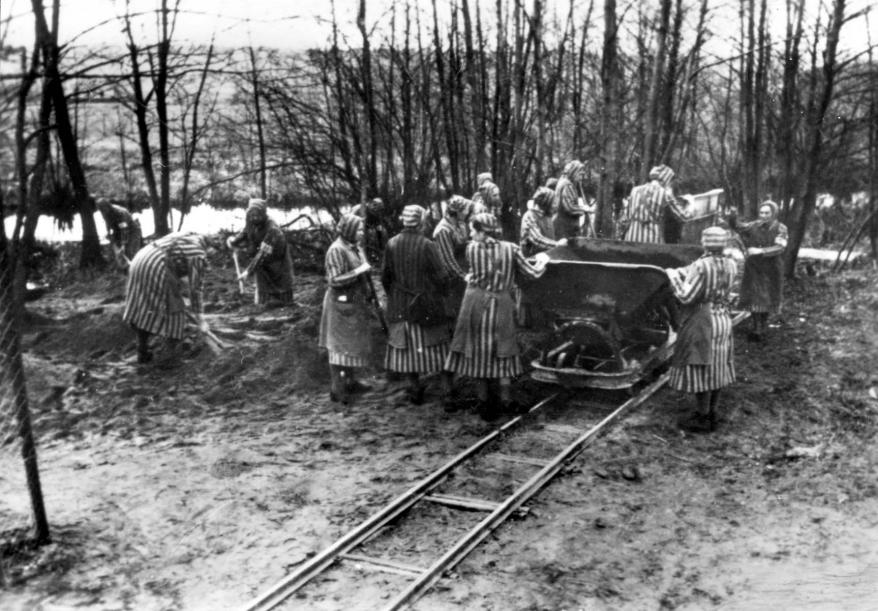
作業をするラーフェンスブリュックの女囚たち、1939年

ラーフェンスブリュック強制収容所（ドイツ語: Konzentrationslager Ravensbrück）は、ナチス・ドイツの強制収容所の1つ。主に女性を収容していたことで知られる。ドイツ東部ブランデンブルク州のフュルステンベルク市の近く、ベルリンから北に80キロメートルほどの場所に存在していた。総計12万人以上の女性が収容され、6万人以上が死亡したとみられる。

## 概要

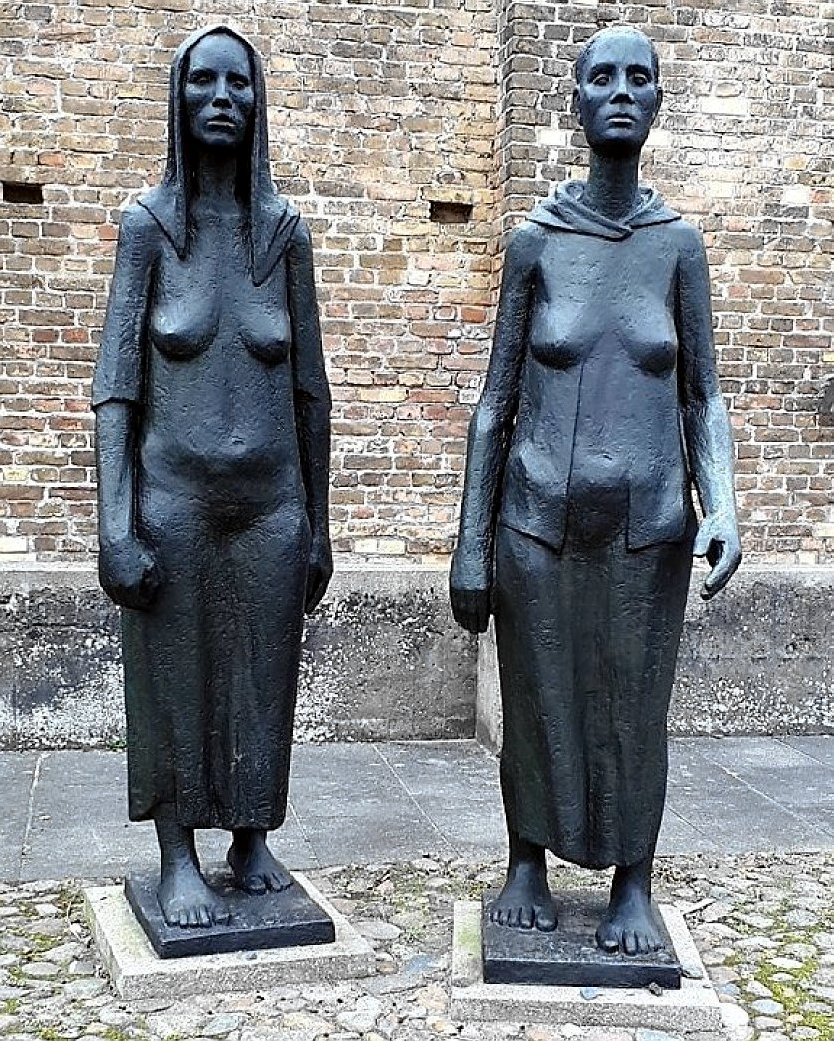
ラーフェンスブリュックに残されるヴィリー・ラマートとフリッツ・クラマー制作の記念碑「二人の女性」

1938年末にフュルステンベルクにラーフェンスブリュック強制収容所の建設が開始された。建設作業にはザクセンハウゼン強制収容所の囚人達が駆り出された。1939年5月13日に最初の囚人としてドイツ人女性860人、オーストリア人女性7人がここに移送されてきた。さらに6月29日にジプシーの女性440人が移送されている。ポーランド占領後の9月23日以降、ポーランド人女性の移送もされてきた。1939年の末の時点で収容所には1168人の女性囚人が収容されていた。その後、第二次世界大戦によるドイツの領土の拡大に伴い、どんどん収容者数が増加する。最終的には総計で23か国12万3000人もの女性がここに登録された。
他の強制収容所と同様、収容所の周囲は高い壁と高電圧鉄条網に囲まれ、機関銃付きの監視塔が囚人ににらみを利かせていた。囚人バラックの数は当初16棟だったが、収容者数の増加に伴い最終的には32棟にまで増設されることとなった。基本的にラーフェンスブリュックは女性用の収容所であったが、男性も収容されることがあり、男性は女性とは別の小収容区と呼ばれる場所に収容されていた。
1944年末には病人を処理するためにガス室が設置された。1945年4月初め、親衛隊全国指導者のハインリヒ・ヒムラーとスウェーデン赤十字社の協定に基づき、囚人の交換輸送列車でのスイスへ移送が開始される（ただし病人はガス室に送られ、殺害される）。またラーフェンスブリュックの労働分隊は他の収容所へ向けて死の行進を行わされた。1945年4月30日にソ連赤軍がここに到着した時、女囚はフランス人女性数名だけであったという。一方男性収容区には死体400人、生存者400人ほどが残されていたという。もっとも生存者達も飢え死に寸前の状態であったという。

## 「罰」
反抗や失態をした囚人には女性だからと手心が加えられることはなく他の収容所と同様に「罰」が下された。殴打や犬に襲わせるといった虐待は日常茶飯事だが、他にもさまざまな罰が存在した。
棒で殴りつける「棒打ち」は反抗や失態の重さに応じて25回･50回･75回の3つが定められていた。50回の「棒打ち」に処された者は致死率が高かった。75回はほぼ確実に絶命した。「ポーズ」と呼ばれる罰も存在した。囚人を直立不動で長時間立たせる罰だが、食事抜き・親衛隊員からの殴打を伴うこともある厳しいものだった。また、「懲罰ブロック」も存在し、ここに収容されると特に激しい肉体労働や糞尿処理、死体処理など苦痛な作業に回された。

### 処刑
ラーフェンスブリュックでの処刑は絞首刑・銃殺・毒殺・ガス殺でもって行われた。絞首刑は点呼の際に全員が見ている前で執行された。死体は一日以上吊るされて晒しものとされた。銃殺は死体焼却炉のそばの「銃殺刑囚の通路」と呼ばれる場所で行われていた。また医務室に運ばれて毒殺される例もあった。
1944年12月から毒ガスによる殺害が始まった。ガス処理の対象は主に病人ブロックの者達であった。ガス室への移送をラーフェンスブリュック収容所では「ミットヴェルダ収容所へ移送」と記載している（「ミットヴェルダ収容所」なるものは存在していない。）。

## 人体実験
ラーフェンスブリュックでは女性囚人を使った残虐な人体実験が行われていた。1942年8月から1943年3月にかけて親衛隊全国指導者ハインリヒ・ヒムラーの主治医である親衛隊高官の医師カール・ゲプハルトは、ラーフェンスブリュックの15歳から25歳までの若いポーランド人の娘たちを収容所に用意させて彼女たちの体を切り刻んでは筋肉・神経・骨の小片などを集めた。切り裂いた傷口からさまざまな細菌の培養液を注入する実験も行っていた。ゲプハルトたちは少女たちの激痛などお構いなしに骨が見えるまで切り開いた傷口に手で触れて見学していた。
1945年1月には120人から140人のジプシーの女性たちがホルスト・シューマン博士（de:Horst Schumann）、パーシヴァル・トライテ博士（de:Percival Treite）らによる不妊手術の実験に使われた。「下等人種」の女が子供を産めない体にすることを目的としていた。実験に使われた者のうち最年少は8歳の少女だった。ほとんどの女性は実験で死亡した。生き残った一部の者もガス殺されたとみられる。

## 収容所関係者

### 所長
- ギュンター・タマシュケ（de:Günther Tamaschke）（1939年5月‐1939年8月）
- マックス・ケーゲル（Max Koegel）（1940年1月‐1942年8月）
- フリッツ・ズーレン（de:Fritz Suhren）（1942年9月1日-1945年4月30日）

### 看守
- ヘルタ・オーバーホイザー（収容所付き女医。カール・ゲプハルトの人体実験の助手をした）
- ミヒャエル・レトヴィッツ（看守長）
- ヘルタ・ボーテ（女性看守）

### 女囚
- 母マリヤ - パリ在住の亡命ロシア人正教徒。修道女。ユダヤ人を救出。2004年に列聖され、正教会の聖人（克肖致命女）。
- コーリー・テン・ブーム - オランダ人クリスチャン。ユダヤ人を救出。戦後「諸国民の中の正義の人」の称号を授与される。
- マルガレーテ・ブーバー・ノイマン（de:Margarete Buber-Neumann） - ドイツ共産党員
- ジュリエット・グレコの母姉 - フランスのレジスタンス。ジュリエットは戦後フランスの歌手となる
- キャサリン・ディオール - クリスチャン・ディオールの妹。フランスのレジスタンス。1945年解放される。
- ミレナ・イェセンスカ - チェコのジャーナリスト。
- マルケータ・ブラディオヴァー - ハナ・ブラディオヴァーの母親。後アウシュヴィッツ＝ビルケナウ強制収容所に移送された[1]。
- エリザベート・ド・ロチルド（英語版） - フランス・ロチルド家（ロスチャイルド家）の一員フィリップ・ド・ロチルドの妻
- ジェルメーヌ・ティヨン - フランスの民族学者・人類学者、レジスタンス活動家、フェミニスト。著書『ラーフェンスブリュック』を生涯にわたって3冊発表。
- エミリー・ティヨン（フランス語版） - ジェルメーヌ・ティヨンの母・著述家。
- ジュヌヴィエーヴ・ド・ゴール＝アントニオーズ - フランスの人権擁護・貧困撲滅活動家。ATD第四世界会長。シャルル・ド・ゴールの姪。
- ワンダ・プウタフスカ - ポーランドの医師・作家。著書『そして私は夢を恐れる』に自らの収容所での生体実験を記した。

### 男性囚人
- ヒャルマル・シャハト（ドイツ経済大臣。ヒトラー暗殺事件に関与したとされて逮捕）
- ユーレク・ベッカー（de:Jurek Becker）（ホロコーストを扱った「嘘吐きジェーコフ」（en:Jacob the Liar）の作者。）
- ユリウス・レーバー（de:Julius Leber）（ドイツ社民党の政治家）